# The Swing School
The Swing School es un corto de animación estadounidense de 1938, de la serie de Betty Boop. Fue producido por los estudios Fleischer y distribuido por Paramount Pictures. En él aparecen Betty Boop y Pudgy, su mascota.

## Argumento
Betty Boop regenta una escuela musical para animales. Pudgy, alumno de la misma, llega tarde a clase, pues se detuvo para coger flores para una compañera suya de quien está enamorado.
Pudgy no es un buen alumno y sus intervenciones fuera de tono provocan la burla de sus compañeros y el enfado de Betty. Es castigado al rincón, pero el amor de su amada hará que supere la vergonzosa situación.

## Producción
The Swing School es la septuagésima sexta entrega de la serie de Betty Boop y fue estrenada el 27 de mayo de 1938.